# Candelora (novella)
Candelora è una novella di Luigi Pirandello composta probabilmente nel 1913 e pubblicata nel 1917 e dà il titolo alla tredicesima raccolta pubblicata nel 1928 delle Novelle per un anno.

## Trama
Nane Papa è un pittore sconosciuto e squattrinato: la sua bella moglie Loretta ottiene l'attenzione di un critico importante, ed è l'inizio del successo del marito. Anche il barone Chico prende sotto la sua protezione la coppia e li ospita in una villetta di sua proprietà. Ma l'appoggio di chi è importante e ricco ha un prezzo, che si paga con la vergogna e l'umiliazione. La solidarietà fra i coniugi si incrina. La tragedia incombe.

## Descrizione della protagonista
In questa ora meridiana, qua nel giardino della villetta, sotto questo sole nero d’agosto che si frastaglia tutto d’ombre violente, è spaventosa. Ritornata questa mattina dai bagni di mare, scabra e arrostita dal sole e dalla salsedine, ha negli occhi chiari bruciati, nel mento un po’ rientrato, nei capelli gialli irruviditi, un’aria di capra addormentata nella voluttà. Con quelle robuste braccia nude spellate e quelle ànche poderose par che debba stracciare a ogni mossa la fragile vesticciuola aderente, di velo azzurro, che le stride su le carni arse.
Ah, com’è ridicola quella veste!
Candelora ha nuotato nuda per mattinate intere, nuda su la spiaggia deserta s’è cosparse e maculate di rena infocata le sode carni al sole, sentendo alle piante dei piedi il fremito fresco delle spume marine. Come può più nasconderle ora la nudità prorompente quella vesticciuola celeste? Messa per decenza, in realtà la fa apparire assai più indecente che se fosse nuda.
Nella rabbia, ella nota l’ammirazione negli occhi di lui, e istintivamente ha un sorriso di compiacimento, che subito però la esaspera. Diventa ghigno, quel sorriso; un ghigno che a un tratto si rompe in singhiozzi.
E Candelora scappa via verso la villetta.»

## Nane, il pittore e la sua arte
Forse, anzi certo, rappresenta la sua gloria, questa buffa fantasmagoria: le gemme, il lusso di Loretta, gl’inviti, le feste. La sua gloria e anche, perché no? la sua vergogna. Ma che glien’importa?
Tutta la sua vita, tutto ciò che di vivo è in lui egli lo mette, lo dà, lo spende per il gusto di far carnosa una foglia, facendosi egli stesso pasta carnosa, fibre e vene di quella foglia; rigido e nudo un sasso, che si senta e viva sasso sulla tela: e questo solo gl’importa.
La sua vergogna? la sua vita? la vita degli altri? Cose estranee, transitorie, di cui è vano tener conto. L’arte sua lei sola vive, l’opera che prepotentemente piglia corpo dalla luce e dal tormento della sua anima.»

## Edizioni
- Luigi Pirandello, Novelle per un anno, Prefazione di Corrado Alvaro, Mondadori 1956-1987, 2 volumi. 0001690-7
- Luigi Pirandello, Novelle per un anno, a cura di Mario Costanzo, Prefazione di Giovanni Macchia, I Meridiani, 2 volumi, Arnoldo Mondadori, Milano 1987 EAN: 9788804211921
- Luigi Pirandello, Tutte le novelle, a cura di Lucio Lugnani, Classici Moderni BUR, Milano 2007, 3 volumi.
- Luigi Pirandello, Novelle per un anno, a cura di S. Campailla, Newton Compton, Grandi tascabili economici. I mammut, Roma 2011 Isbn 9788854136601
- Luigi Pirandello, Novelle per un anno, a cura di Pietro Gibellini, Giunti, Firenze 1994, voll. 3.